# Municipio de Truro (Ohio)
El municipio de Truro (en inglés: Truro Township) es un municipio ubicado en el condado de Franklin en el estado estadounidense de Ohio. En el año 2010 tenía una población de 26837 habitantes y una densidad poblacional de 1.405,37 personas por km².

## Geografía
El municipio de Truro se encuentra ubicado en las coordenadas 39°57′28″N 82°48′24″O / 39.95778, -82.80667. Según la Oficina del Censo de los Estados Unidos, el municipio tiene una superficie total de 19.1 km², de la cual 18.92 km² corresponden a tierra firme y (0.9%) 0.17 km² es agua.

## Demografía
Según el censo de 2010, había 26837 personas residiendo en el municipio de Truro. La densidad de población era de 1.405,37 hab./km². De los 26837 habitantes, el municipio de Truro estaba compuesto por el 69.03% blancos, el 23.92% eran afroamericanos, el 0.22% eran amerindios, el 1.54% eran asiáticos, el 0.07% eran isleños del Pacífico, el 1.44% eran de otras razas y el 3.78% pertenecían a dos o más razas. Del total de la población el 3.8% eran hispanos o latinos de cualquier raza.